# Maiac
Maiac (en francès Mayac) és un municipi francès situat al departament de la Dordonya i a la regió de la Nova Aquitània.

## Demografia
| 1962                                       | 1968 | 1975 | 1982 | 1990 | 1999 | 2007 |
| ------------------------------------------ | ---- | ---- | ---- | ---- | ---- | ---- |
| 287                                        | 269  | 268  | 245  | 247  | 306  | 294  |
| Des de 1962: població sense dobles comptes |      |      |      |      |      |      |

## Administració
| Període   | Identitat             | Partit |
| --------- | --------------------- | ------ |
| 1935-1953 | Pierre Duteil         |        |
| 1953-1960 | Pierre Louis Carrey   |        |
| 1960-1983 | Émile Reynet          |        |
| 1983-1991 | Charles André Teillet |        |
| 1991-     | Jean-Michel Quéméré   | PCF    |